# 科学映像館
科学映像館（かがくえいぞうかん、Science Film Museum）は、日本で過去に制作された科学映画の保存と普及を図るインターネットによる映像アーカイブである。科学映像館の企画運営は、2007年6月7日に設立されたNPO法人科学映像館を支える会が担当。関係者、関係企業・組織、映像制作会社などの協力と個人会員および協賛企業の寄付、撤去冠の歯科医及び個人の寄付に支えられている。

## 概略
日本国内では古いもので1920年代、また戦後以降となる1950年代から70年代を中心に教育目的や科学知識普及のため、多くの教育、科学映画が製作された。学問や教材としても、貴重な映像遺産となりうる作品群だが、そのほとんどが長期間公開されないままフィルムが劣化し、死蔵化の一途を辿る。そこで2007年に「NPO法人科学映像館を支える会」を発足。教育、科学映画。また記録映画の映像を発掘・収集し、著作権者の了解を得た後、専門企業に委託してデジタル化などの復元処理を施し、ウェブサイト「科学映像館」などで公開している。了承を得られた約1,100品は無料公開。「館」と命名されているが、デジタル博物館の形をとっており、立ち入れる建築物はない。2021年6月1,140作品を公開。
収集した映像の著作権や出演者の肖像権にまつわる事務交渉、管理も行っており、教育現場はもとより映画祭、博物館の企画展示、テレビ番組での使用への貸し出しも行っている。また東京国立近代美術館付属フィルムセンター所蔵ネガフィルムのデジタル化も行った（教育、科学映画のみ）。
デジタル復元したデータの保管は東京光音に委託。HD化データはHDCAMテープ、DVテープ、またはブルーレイディスクにバックアップし、SD化データはデジタルベータCAMテープ、DVCAMテープ、またはDVDにバックアップ。年1回の巻き戻しとクリーニング、5年ごとに新テープへのコピーを行っている。
2018年6月、日本で初めてデジタル化した313作品を国立国会図書館に納品。
2019年1月に「第11回埼玉県人会善行賞」を受賞。
2020年6月に「日本科学技術ジャーナリスト会議」の科学ジャーナリスト特別賞を受賞
2021年4月に「デジタルアーカイブ学会」実践賞を受賞

## 主な活動
- 原版35mmネガフィルム原版から高画質のデジタル化（HD化）
- 保管・管理
- HD化作品の普及・活用
- ウェブサイトから情報・映像を配信
- YouTube「NPO法人科学映像館」に690作品を配信

## 配信映像例
- 「つばめを動かす人たち」製作：加藤秀男・片田計一、撮影：植松永吉・川村浩士 1954年 （株）日映科学映画製作所
- 「粟野村」製作：岡田桑三、演出：丸山章治、脚本：吉見泰、撮影：小松浩 1954年 企画：東北電力株式会社
- 「窓ひらく 一つの生活改善記録」東京シネマ生命科学シリーズ 製作：岡田桑三 脚本：吉見泰 1958年 東京シネマ 板硝子協会
- 「ミクロの世界 ー結核菌を追ってー」製作：岡田桑三、脚本：吉見泰、撮影：小林米作 1958年 中外製薬
- 「生命誕生」製作：岡田 桑三、脚本：吉見 泰、撮影監督：小林米作 1963年  （同HD）
- 「野尻湖発掘の記録」1973年 野尻湖発掘調査団
- 「THE BONE」製作：小林米作 ヨネ・プロダクション 1982年 藤沢薬品工業・帝人
- 「死線を越えて-賀川豊彦物語-」（短縮版） 監督:山田典吾 製作:山田火砂子、提供：賀川豊彦記念松沢資料館
- 「信州のまつり」1965年 企画：長野県、長野県観光連盟 制作：岩波映画製作所

## 組織
- 科学映像館 館長：折茂 肇（健康科学大学学長）
- 企画運営：NPO法人科学映像館を支える会
- 事務所：〒350-1103 埼玉県川越市霞ヶ関東3-1-16

## 関係映像制作会社
- 東京シネマ
- 東京シネマ新社
- ヨネ・プロダクション
- 日立製作所
- 岩波映画製作所
- 日本シネセル
- 日本映画新社
- 日本ビジュアルコミュニケーションセンター
- 日本ビデオ・映画製作所
- イメージ・サイエンス
- 十字屋
- 学習研究社
- 日映科学映画製作所
- 英映画会社
- 東京文映
- シネマ沖縄
- 古賀プロだクッション
- シブイプロ
- その他

## 課題
各地域の博物館、図書館、生涯教育センターなどでも多数の記録映画が製作、所蔵されているが、これらは提供されていない。交渉の末、文化庁や県知事の許可を得たうえ、無編集の16mmフィルム素材60作品を入手しかけたこともあったが、出演者の肖像権を理由に断念している。